# George Ahlgren
George Lewis Ahlgren, född 16 augusti 1928 i San Diego, död 30 december 1951, var en amerikansk roddare.
Ahlgren blev olympisk guldmedaljör i åtta med styrman vid sommarspelen 1948 i London.